# Mohamed Driss
Mohamed Driss (arabe : محمد إدريس), également orthographié Mohamed Idriss, né en 1944 à Tunis, est un acteur, metteur en scène de théâtre et dramaturge tunisien. Il est directeur du Théâtre national tunisien de 1988 à 2012.

## Biographie
Il commence sa carrière en 1961 et se trouve tour à tour comédien, d'abord amateur puis professionnel, étudiant à Tunis et Paris, réalisateur et metteur en scène. De 1969 à 1972, il est acteur et assistant à la mise en scène du Théâtre de la Tempête dirigé par Jean-Marie Serreau. Il raconte : 
« À cette époque, j'ai commencé à jouer des rôles secondaires dans le théâtre tunisien, mais la situation du théâtre et mes confrontations continues avec les responsables n'étaient pas encourageantes. Un jour, en pleine dépression, j'ai eu Serreau au téléphone et me plaignais de mon état. Il m'a dit : il est temps de vous lancer dans le théâtre comme un professionnel. Venez joindre ma compagnie théâtrale. »

Il reste en exil volontaire en France jusqu'en 1985 avant de rentrer en Tunisie en 1988 pour devenir directeur du Théâtre national tunisien après avoir écrit ses Ismaïl Pacha (1986) et Salut l'instit. Il prend des mesures visant à renouveler le théâtre tunisien et s'engage dans de nombreux spectacles et projets théâtraux. Mais Driss est aussi intéressé par d'autres formes artistiques et c'est ainsi qu'en 2003, il fonde l'École nationale des arts du cirque de Tunis. Il déclare alors : 
« Le centre est un projet et une décision présidentielle qui sert à mettre en évidence le rôle que peut jouer l'art du cirque dans la culture arabe. Dans ce centre, on trouve le théâtre, la musique, la danse, les arts plastiques et le cirque artistique. »
En 2005, il fonde le Centre national des arts du cirque et des arts visuels et préside les Journées théâtrales de Carthage (JTC) en 2006 et 2009. Il rend également un hommage à l'historien Ibn Khaldoun par l'écriture d'un opéra.

## Distinctions
- 1987 : Prix national de théâtre (Tunisie)[4] ;
- 2004 : Commandeur de l'Ordre national du Mérite (Tunisie)[5] ;
- 2009 : Officier de l'Ordre des Arts et des Lettres (France)[6],[7] ;
- 2012 : Première classe de l'Ordre national du Mérite (Tunisie)[8].

## Œuvres

### Metteur en scène
- 1986 : Ismaïl Pacha
- 1987 : Salut l'instituteur
- 1988 : Vive Shakespeare (Iaïchou Shakespeare)
- 1989 : Le Compagnon des cœurs
- 1991 : Wanes Lekloub
- 1995 : Rajel ou Mraa
- 2000 : Haddith[9]
- 2001 : cérémonie d'ouverture des Jeux méditerranéens
- 2002 : La Fuite, texte de Gao Xingjian
- 2003 : Mourad III, texte de Habib Boularès
- 2005 : Al Moutachaâbitoun (Les Opportunistes)
- 2007 : Othello ou Étoile d'un jour[10]
- 2008 : Le Malade imaginaire
- 2009 : Hedda Gabler ou la fille du général[11]

### Acteur

#### Cinéma
- 1978 : La Noce de Fadhel Jaïbi et Fadhel Jaziri
- 1990 : Halfaouine, l'enfant des terrasses de Férid Boughedir : Salih
- 1996 : Un été à La Goulette de Férid Boughedir : Miro
- 2004 : Noce d'été de Mokhtar Ladjimi
- 2016 : Éclipses (Khousouf) de Fadhel Jaziri
- 2019 : Porto Farina d'Ibrahim Letaïef : Fraj

#### Télévision
- 1980 : L'Aéropostale, courrier du ciel de Gilles Grangier : Ataf
- 2009 : Maktoub (saison 2) de Sami Fehri : Si Abess
- 2015 : Histoires tunisiennes de Nada Mezni Hafaiedh